# آنا ويسليس وليامز
آنا ويسليس وليامز (بالإنجليزية: Anna Wessels Williams)‏ هي جراثيمية أمريكية، ولدت في 1863، وتوفيت في 1954.